# Francis van Bossuit

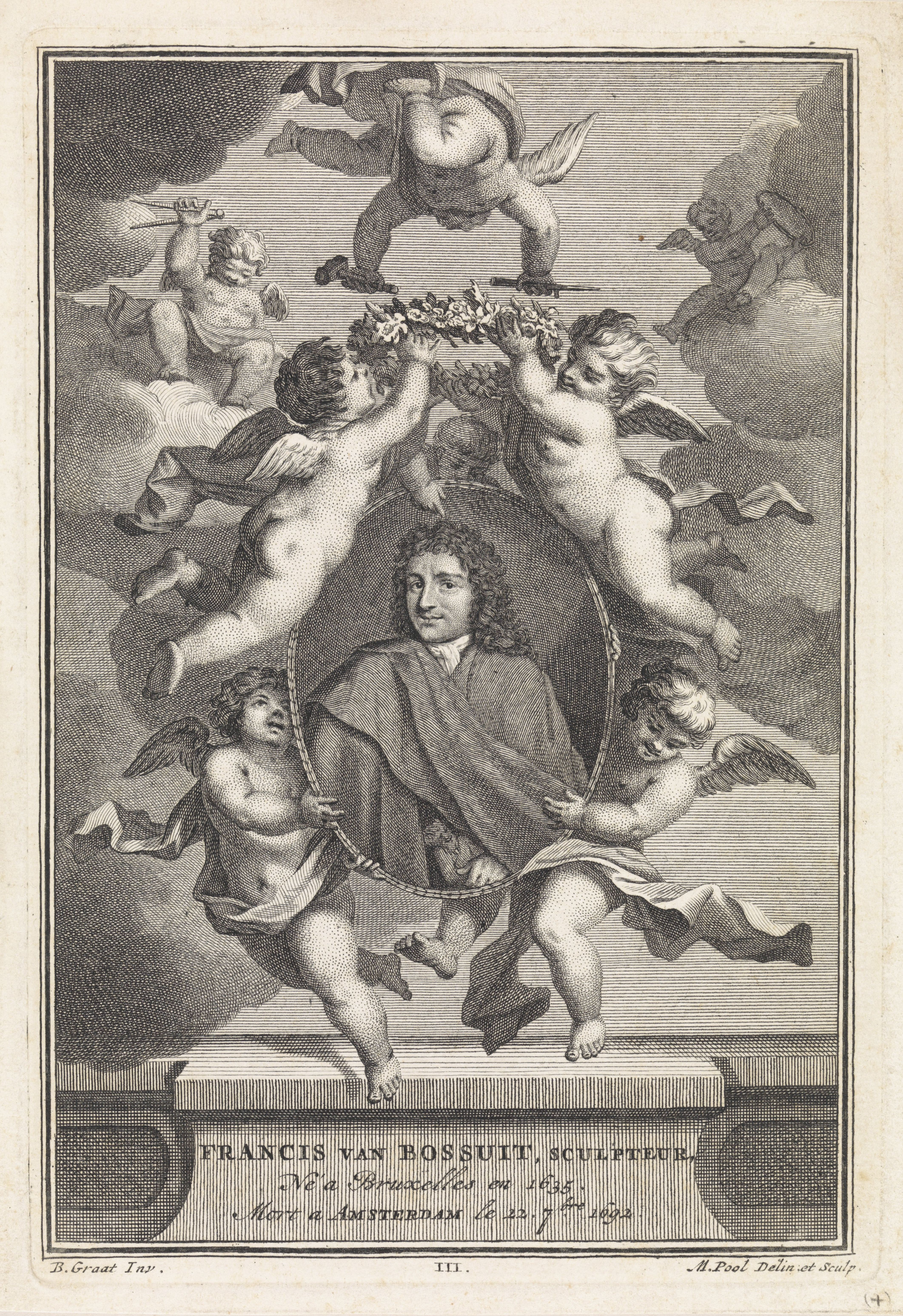
Retrato alegórico de Francis van Bossuit

Francis van Bossuit (probablemente 1620, Bruselas - 22 de septiembre de 1692, Ámsterdam) fue un escultor flamenco. Esculpió principalmente esculturas en marfil. Solo se conocen unas pocas esculturas en madera y terracota de su mano. Su obra muestra una inclinación por el clasicismo que probablemente se deriva de su exposición al arte italiano antiguo y contemporáneo durante su estancia en Roma, así como de su conocimiento del clasicismo barroco de los escultores activos en Versalles. La exuberancia de algunas de sus obras refleja también su formación en la escultura barroca flamenca.

## Trayectoria
Hay poca información documental sobre la vida de van Bossuit. En 1727, Matthys Pool publicó en Ámsterdam la Beeld-snijders kunst-kabinet door den vermaarden beeldsnijder Francis van Bossuit in yvoor gesneeden en geboetseert (Gabinete de escultura tallada y esculpida en marfil por el renombrado escultor Francis van Bossuit), una colección de noventa grabados hechos a partir de esculturas de van Bossuit, que fue traducido el mismo año al francés como Cabinet de l'art de schulpture par le fameux sculpteur Francis Van Bossuit, exécuté en yvoire ou ébauché en terre, gravées d'après les desseins de Barent Graat, por Mattys Pool. La mayoría de los grabados fueron realizados por Matthys Pool a partir de dibujos de su suegro, el pintor Barend Graat. El libro contiene una biografía de van Bossuit basada en información de Graat, quien conocía a van Bossuit desde su llegada a Ámsterdam. La mayor parte de la información que tenemos sobre van Bossuit se remonta a esta nota biográfica. No es seguro que esta información sea siempre correcta.

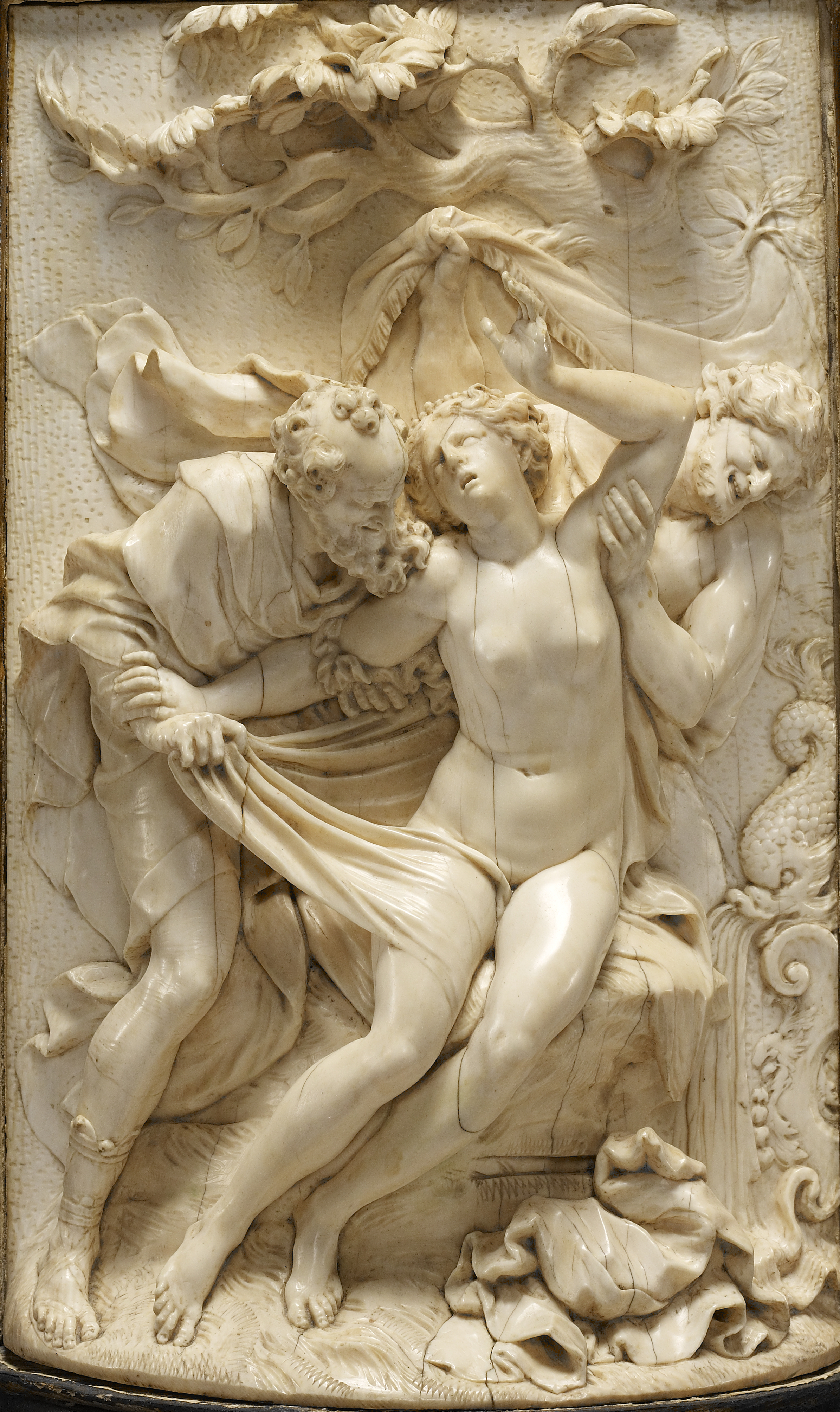
Susana y los ancianos

Van Bossuit probablemente nació en Bruselas aunque no se ha encontrado evidencia de su nacimiento en los archivos de esta ciudad. También es posible que 1635 fuera el año en que comenzó su aprendizaje en Bruselas. Si comenzó su aprendizaje en 1635, probablemente nació alrededor de 1620. Según fuentes más antiguas, trabajó en Amberes durante los años 1645-1650.

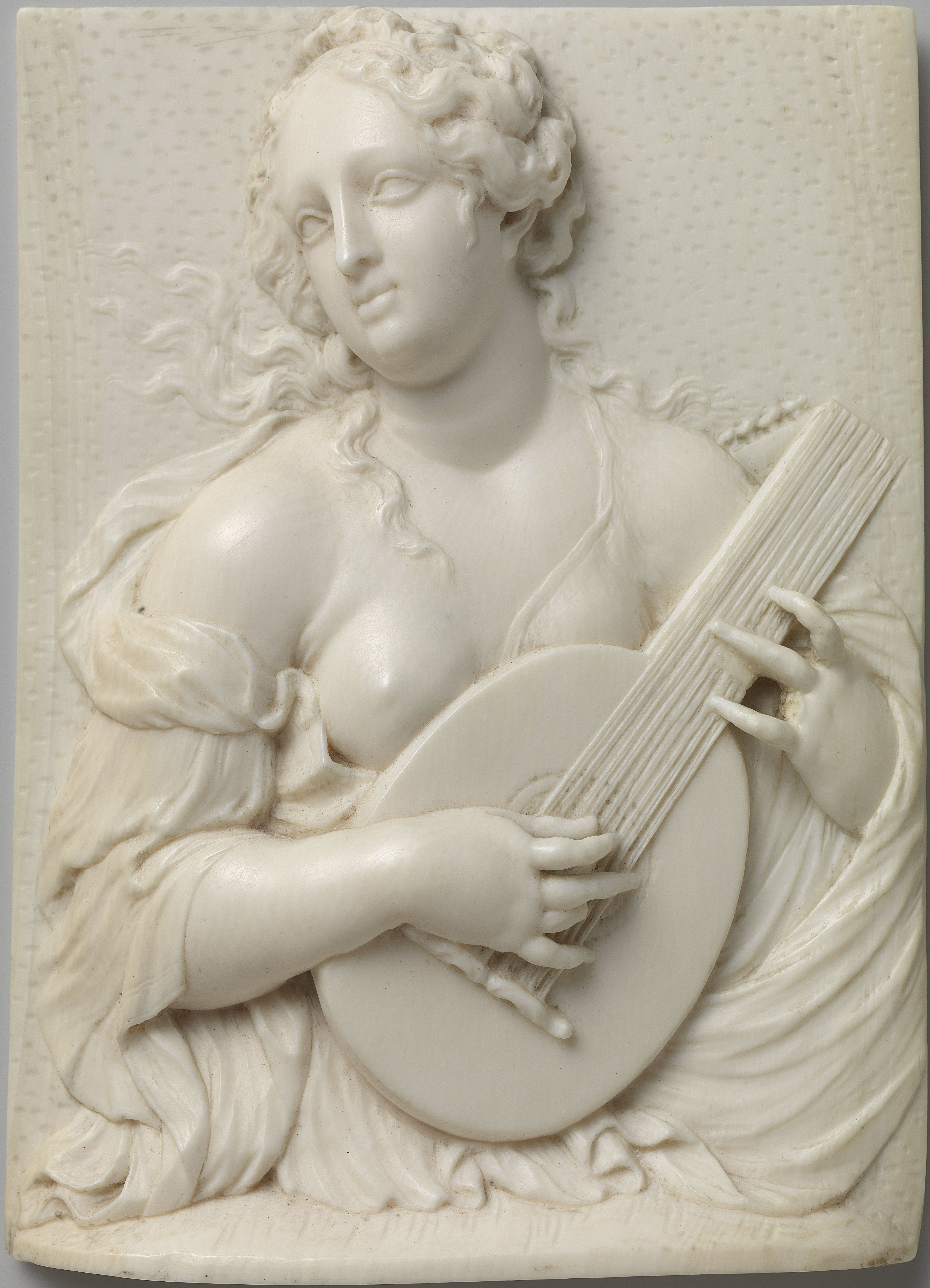
Alegoría de la música

Se fue a Italia probablemente con la esperanza de ser aceptado como miembro de una de las cortes, donde tradicionalmente existía un gran interés por la talla de marfil. Los Médici de Florencia, por ejemplo, tenían una gran colección de tallas de marfil. Se supone que por eso fue primero a Florencia, donde, probablemente a mediados de la década de 1650, habría estado en contacto en la Academia de Florencia con el escultor alemán Balthasar Permoser. Pudo haber trabajado en Módena a mediados de la década de 1650. Probablemente esta hipótesis se base en la presencia de dos de sus primeras obras en la Galleria Estense.
Se cree que residió en Roma entre 1655 y 1680. Se supone que se asoció principalmente con el círculo de estudiantes de la academia florentina. El Gabinete de Arte de la Escultura menciona que en Roma se convirtió en miembro de los Bentvueghels, una asociación de artistas principalmente holandeses y flamencos que trabajaban en Roma. Era costumbre que los Bentvueghels adoptaran un apodo atractivo. Se dice que Van Bossuit adoptó el sobrenombre de "Waarnemer" (Observador), porque "observaba las hermosas piezas y las hizo suyas". Sin embargo, este nombre no aparece en las listas de apodos de los Bentveughels que se conocen actualmente. Durante su residencia en Roma, se dice que hizo muchas copias de estatuas antiguas.
Hacia 1680 abandonó Roma y viajó en compañía del pintor holandés Bonaventura van Overbeke. Se instaló en Ámsterdam donde parece haber estado en contacto con el joven escultor Johannes Ebbelaer (c. 1666-1706). Dos catálogos de subastas mencionan esculturas iniciadas por van Bossuit y completadas por Ebbelaer. Ebbelaer también dejó en su testamento una "estatua de Marte y una estatua de Cristo, hecha por el difunto Sr. Francis y una estatuilla esculpida de Atlas".
Los pequeños relieves coleccionables de Van Bossuit en marfil fueron muy buscados por los coleccionistas privados en la República Holandesa. Los coleccionistas holandeses Petronella de la Court y su esposo Adam Oortmans eran dueños de otros diez marfiles de van Bossuit. Es posible que Oortmans incluso haya estudiado la escultura de marfil con van Bossuit.

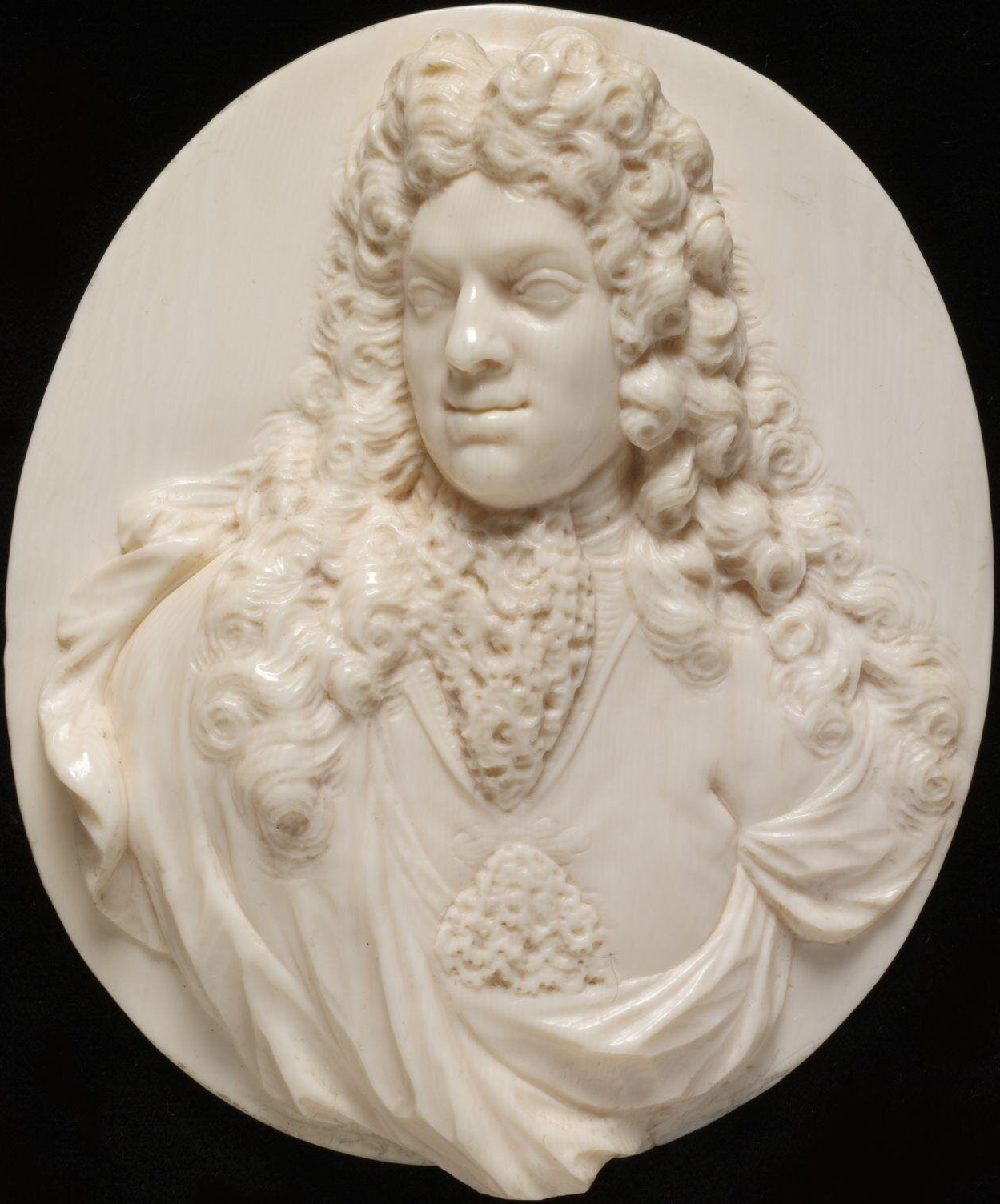
Retrato de Nicolaes Witsen, Burgomaestre de Amsterdam

Van Bossuit permaneció en Ámsterdam hasta su muerte el 22 de septiembre de 1692.

## Obra
La mayor parte de su obra se compone de esculturas de marfil, principalmente pequeños relieves. También realizó obras en madera y terracota, de las que solo quedan algunos ejemplos. Sus temas son relatos bíblicos, escenas mitológicas, de historia, alegorías y retratos.

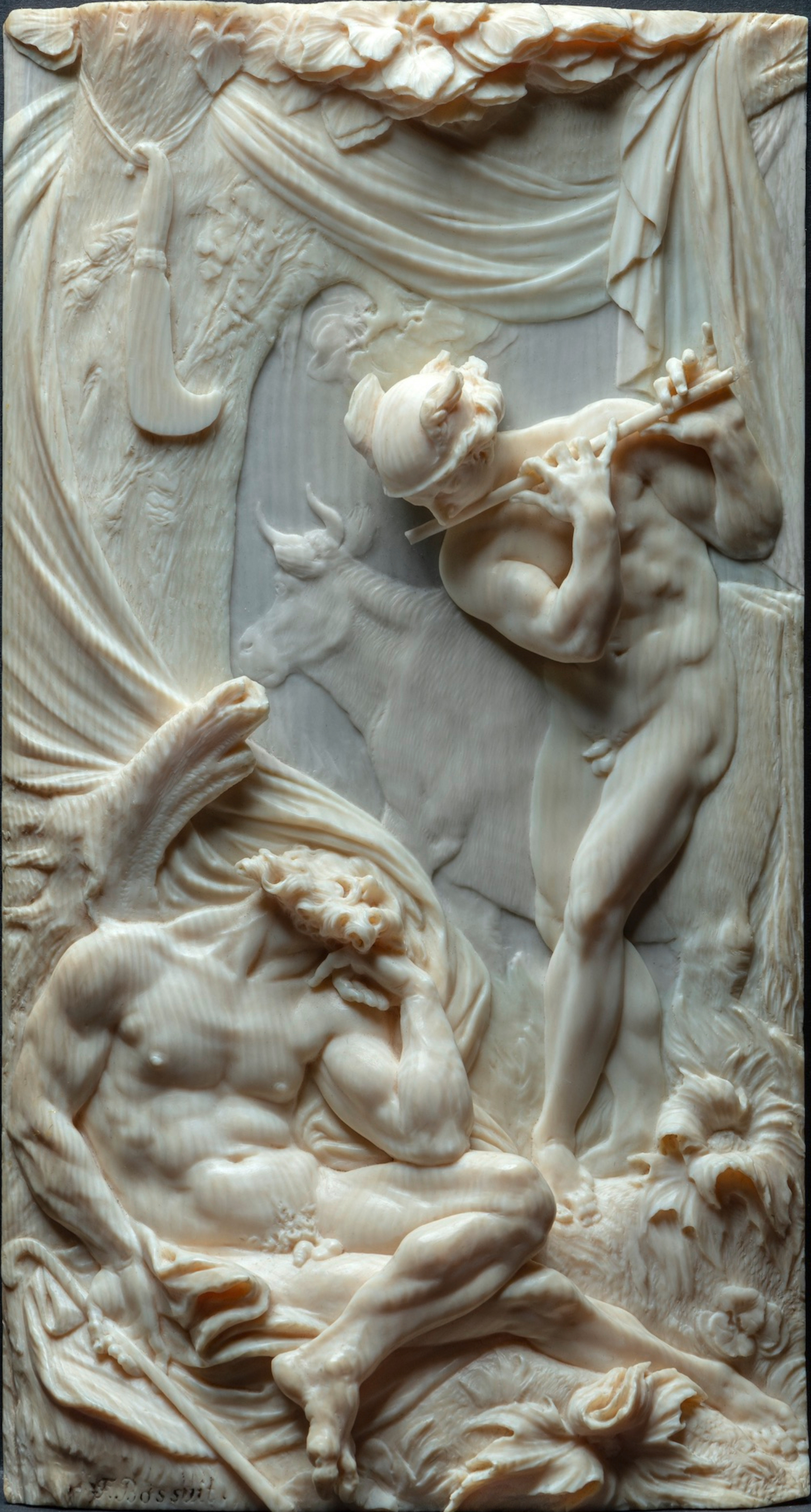
Mercurio, Io y Argus

Alimentada por su larga estancia en Italia, su obra destaca por la infinita ternura que le da a sus personajes. También muestra una gran inclinación por el clasicismo, probablemente debido a la exposición durante su estancia en Roma al antiguo arte italiano y a los escultores contemporáneos como el flamenco François Duquesnoy y los escultores italianos Gian Lorenzo Bernini y Alessandro Algardi. También muestra que había absorbido el clasicismo barroco de los escultores activos en Versalles. La exuberancia de algunas de sus obras, también refleja su exposición a la escultura barroca flamenca practicada por los escultores flamencos Artus Quellinus el Joven y Rombout Verhulst que estuvieron activos durante mucho tiempo en Ámsterdam donde llevaron a cabo importantes proyectos. Esta exuberancia dinámica se puede ver en obras como Venus y Adonis (Rijksmuseum, Amsterdam).
Las esculturas a pequeña escala de Van Bossuit introdujeron réplicas y variaciones de obras maestras famosas desde la Antigüedad en el norte de Europa. Su Flora y Venus con Cupido, por ejemplo, se basan en importantes esculturas clásicas. Sus primeros relieves ejecutados en Italia, como Mercurio, Io y Argos (Liebieghaus, Frankfurt) y su pendant Desollamiento de Marsias (Galería de Arte de Ontario) probablemente fueron creados mientras trabajaba cerca de Balthasar Permoser, quien creó similares, pero menos finamente esculpidas, aproximadamente al mismo tiempo en Italia. Su Rapto de las sabinas (Liebieghaus, Frankfurt) está inspirado en una obra con el mismo tema de Pietro da Cortona (Museos Capitolinos, Roma). Su Juicio de Salomón está inspirado en un fresco de da Cortona en el Palazzo Mattei de Roma. Sus relieves posteriores, como la Alegoría de la música (Rijksmuseum, Amsterdam), que forma parte de una serie de alegorías con la de la escultura y la de la poesía, están monumentalmente diseñados y marcados por una nueva sobriedad.

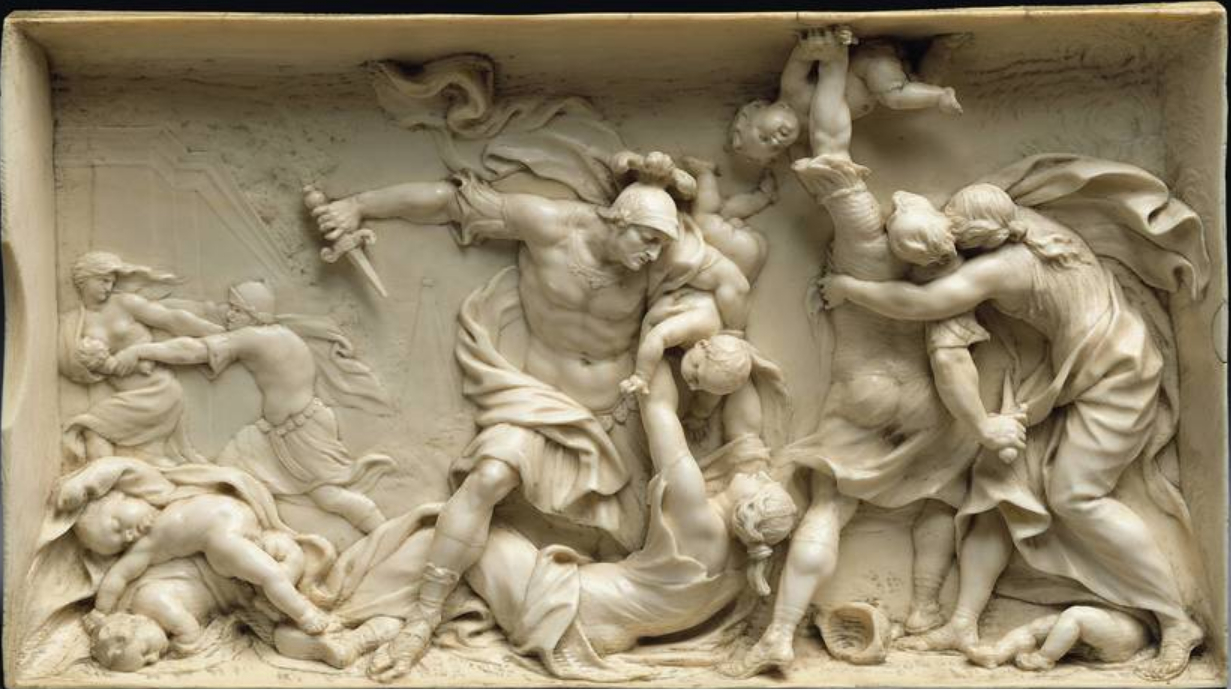
La masacre de los inocentes

Sus obras fueron populares entre los coleccionistas de esculturas de gabinete y los artistas clasicistas, que copiaron las esculturas e incorporaron composiciones y motivos en sus pinturas. Especialmente los grabados de sus obras, publicados en el "Gabinete del Arte de la Escultura" de Matthys Pool a partir de que los dibujos de Barend Graat, sirvieron como modelos para los artistas hasta el siglo XVIII. Graat probablemente comenzó a dibujar las esculturas de van Bossuit en la década de 1680. Parece probable que estuviera en contacto directo con van Bossuit. El pintor Nicolaas Verkolje también se inspiró en los dibujos de Graat sobre esculturas de van Bossuit e incorporó los motivos de van Bossuit en cuatro pinturas. Su Rapto de Proserpina, por ejemplo, se basa en el relieve que representa El rapto de las sabinas de van Bossuit. El pintor holandés Willem van Mieris (1662-1747) realizó varios dibujos a partir de estatuas de Bossuit y derivó posturas y gestos de figuras femeninas en sus pinturas históricas a partir de los motivos de van Bossuit. Este es, por ejemplo, el caso de la figura de Ulises en el cuadro Circe pidiendo piedad a Ulises (c. 1700, anteriormente en la Colección Sør Rusche), que es muy similar en pose, gesto y expresión al Marte de van Bossuit (Rijksmuseum, Ámsterdam). 